# Scitala volux
Scitala volux är en skalbaggsart som beskrevs av Britton 1987. Scitala volux ingår i släktet Scitala och familjen Melolonthidae. Inga underarter finns listade i Catalogue of Life.